# Arctapodema
Genre
Arctapodema est un genre de Trachyméduses (hydrozoaires) de la famille des Rhopalonematidae.

## Liste d'espèces
Selon World Register of Marine Species (6 avril 2016), Arctapodema comprend les espèces suivantes :
- Arctapodema ampla Vanhöffen, 1902
- Arctapodema antarctica Vanhöffen, 1912
- Arctapodema australe Vanhöffen, 1912
- Arctapodema australis Vanhöffen, 1902
- Arctapodema macrogaster Vanhöffen, 1902